# دولة أفغانستان الإسلامية الانتقالية
دولة أفغانستان الإسلامية الانتقالية (TISA)، المعروفة أيضًا باسم السلطة الانتقالية الأفغانية، كانت الحكومة الانتقالة المؤقتة في أفغانستان التي أنشأها مجلس الشعب في يونيو 2002. وخلفت السلطة الانتقالية دولة أفغانستان الإسلامية الأصلية وسبقت جمهورية أفغانستان الإسلامية (2004–2021).